# Miconia thomasiana
Miconia thomasiana är en tvåhjärtbladig växtart som beskrevs av Dc.. Miconia thomasiana ingår i släktet Miconia och familjen Melastomataceae. Inga underarter finns listade i Catalogue of Life.